# Initial D
Initial D (頭文字D, Inisharu Dī) är en manga av Shuichi Shigeno. Mangan publicerades första gången i Japan år 1995 och utkommer sedan dess som en serie i Kōdanshas mangatidning Young Magazine. Initial D har även gjorts som vanlig spelfilm.

## Handling
Handlingen fokuserar på olaglig japansk streetracing, eller drifting, där tävlingarna hålls på vägar i bergen och sällan i städer eller stadsområden. Keiichi Tsuchiya, en japansk professionell racerförare, hjälper med redaktionell kontroll. Huvudpersonen i mangan är Takumi Fujiwara, en artonårig pojke. Handlingen utspelar sig i prefekturen Gunma, mestadels omkring Shibukawa, som är Takumis hem, och de omgivande bergen. Även om vissa av namnen på de platser där tävlingarna i mangan utspelar sig är fiktiva är platserna i serien baserade på verkliga platser i Japan.

## Bilar
I Initial D finns många japanska sportbilar med, till exempel Mitsubishi Lancer Evolution, Subaru Impreza WRX STI, Nissan 200sx S13, Mazda RX-7 och Toyota AE86

## Publikationer
Manga
- Initial D, manga, japansk release - 38 volymer (1995 - ny volym utkommer var femte månad)
- Initial D, manga, Tokyopop release - 33 volymer (2002 - ny volym utkommer var tredje månad)

Anime
- Initial D First Stage - 26 avsnitt (1998)
- Initial D Second Stage - 13 avsnitt (1999)
- Initial D Extra Stage - 2 avsnitt OVA (2000)
- Initial D Third Stage -  2 timmars film (2001)
- Initial D Battle Stage - 50 minuters OVA (2002)
- Initial D Fourth Stage - 24 avsnitt (2004)
- Initial D Fifth Stage - 14 avsnitt (2012)
- Initial D Final Stage - 4 avsnitt (2014)

Extra avsnitt
- Initial D Extra Stage - 2 avsnitt OVA (2000)
- Initial D Battle Stage 2 - 1 timmes film (2007)
- Initial D Extra Stage 2 - 50 minuters OVA (2008)

Spel
- Initial D Arcade Stage Version 1 (arkadspel)
- Initial D Arcade Stage Version 2 (arkadspel)
- Initial D Arcade Stage Version 3 (arkadspel)
- Initial D Arcade Stage Version 4 (arkadspel)
- Initial D Arcade Stage Version 5 (arkadspel)
- Initial D (Sega Saturn)
- Initial D (PS1)
- Initial D: Special Stage (PS2)
- Initial D Mountain Vengeance (PC)
- Initial D: Street Stage (PSP)
- Initial D Gaiden (Game Boy)
- Initial D Another Stage (GBA)
- Initial D Collectible Card Game (samlarkortspel)
- Initial D Extreme Stage (PS3)
- Initial D RPG (Sony Ericsson mobiltelefon)

Film
- Initial D, med premiär 23 juni 2005.